# Boy A
Boy A es una película de 2007 adaptada a la novela del mismo nombre de Jonathan Trigell que comparte algunas similitudes con el caso James Patrick Bulger. La película se estrenó en el Festival de Cine de Toronto de 2007.
Dirigida por John Crowley, está protagonizada por Andrew Garfield, Peter Mullan, y Katie Lyons.

## Sinopsis
La historia de un joven exconvicto, Jack, recién liberado de cumplir una pena por asesinato que cometió cuando era niño.

## Elenco
- Andrew Garfield como Jack Burridge.
- Peter Mullan como Terry.
- Siobhan Finneran como Kelly.
- Alfie Owen como Eric Wilson.
- Victoria Brazier como Maestra.
- Skye Bennett como Angela.
- Katie Lyons como Michelle.
- Taylor Doherty como Phillip Craig.
- Shaun Evans como Chris.
- Anthony Lewis como Steve.
- Madeleine Rakic-Platt como chica de escuela.
- Josef Altin como Bully.
- Jeremy Swift como Dave.
- Helen Wilding como Carol.
- Jessica Mullins como Catherine Thompson.

|                  |
| Andrew Garfield. |

## Recepción
A partir del 4 de diciembre de 2010, Boy A contiene un 89% en Rotten Tomatoes.